# Mathwar
Mathwar fou un estat tributari protegit, del tipus thakurat garantit, inicialment a l'agència de Bhopawar i després a l'agència de Malwa, a l'Índia central. La superfície era de 168 km² i la població el 1881 de 2.630 i el 1901 de 2.022 en 36 pobles. Tenia uns ingressos estimats de 4.000 rúpies i no pagava tribut. Limitava al nord amb Ali Rajpur, a l'est amb la pargana de Chikalda (d'Indore), al sud amb el Narbada i a l'oest amb Chhota Udaipur (a l'agència de Rewa Kantha). La població la formaven en bona part bhils i bhilales.
El sobirà portava el títol de rana i era un rajput ponwar. El 1881 era thakur Ranjit Singh.